# Gągolin Południowy
Gągolin Południowy [pronunciación en polaco: /ɡɔnˈɡɔlin pɔwudˈɲɔvɨ/] es un pueblo en el distrito administrativo de Gmina Kocierzew Południowy, dentro del Distrito de Łowicz, Voivodato de Łódź, en Polonia central. Se encuentra aproximadamente 7 kilómetros al sudeste de Kocierzew Południowy, 12 kilómetros al noreste de Łowicz, y 60 kilómetros al noreste de la capital regional, Łódź.